# Saurat (Fluss)
Der Saurat ist ein kleiner Fluss in Frankreich, der im Département Ariège in der Region Okzitanien verläuft. Er entspringt unter dem Namen Ruisseau du Col de Port unterhalb des Col du Port (1249 m) im nordwestlichen Gemeindegebiet von Saurat, entwässert generell Richtung Ostsüdost durch den Regionalen Naturpark Pyrénées Ariégeoises und mündet nach rund 16 Kilometern im Gemeindegebiet von Arignac als linker Nebenfluss in die Ariège. In seinem Mündungsabschnitt quert der Saurat die Autobahn-ähnlich ausgebaute Route nationale 20 und erreicht direkt neben der Bahnstrecke Portet-Saint-Simon–Puigcerdà die Ariège.

## Orte am Fluss
(Reihenfolge in Fließrichtung)
- Prat Communal, Gemeinde Saurat
- Saurat
- Bédeilhac-et-Aynat
- Arignac
- Les Coumamines, Gemeinde Arignac